# Jacobaea
Jacobaea — рід квіткових рослин триби Senecioneae та родини айстрових. Історично ці види приєднували до роду Senecio, але були відокремлені від цього роду на основі досліджень пластидної та рибосомної ядерної ДНК (nrDNA), що робить рід Senecio монофілетичним. 

## Морфологічна характеристика
Це однорічні чи багаторічні, невеликі (до 10 дм) рослини з жовтими квітками. Стебла (підземна частина складається з кореневища) надземні є прямовисними чи висхідними. Листки поділяються на приземні, нижні стеблові й верхні стеблові. Приземні присутні не завжди, а якщо є, то під час цвітіння можуть бути зів'ялими. Стеблові листки є черговими. Ніжки є у приземних і нижніх стеблових листків. Листова пластина може бути перисто-розділеною чи цілою з зубчастим краєм, форма різна (яйцювата, серцеподібна, ланцетна). Суцвіття утворене кількома квітковими головами (численними, до 60, нечисленними, 2–5 залежно від виду, чи лише однією, як у Jacobaea uniflora); якщо їх багато, вони зазвичай збираються в щиткоподібні утворення. Є два види квіток: зовнішні язичкові (жіночі) та внутрішні трубчасті (двостатеві). Плоди — це сім'янки більш-менш циліндричної форми, безволосі чи волосисті, забезпечені білуватим чубчиком (папусом).

## Поширення
Види роду поширені у Євразії, північно-західній Африці й субарктичній Північній Америці.
В Україні ростуть місцеві види Jacobaea: Jacobaea abrotanifolia, Jacobaea andrzejowskyi, Jacobaea borysthenica, Jacobaea carniolica, Jacobaea erratica, Jacobaea erucifolia, Jacobaea ferganensis, Jacobaea paludosa, Jacobaea racemosa, Jacobaea subalpina, Jacobaea taurica, Jacobaea vulgaris. крім того, натуралізований у Криму вид Jacobaea maritima.

## Використання
Кілька видів мають відомі лікувальні застосування: Jacobaea cannabifolia, Jacobaea erucifolia, Jacobaea maritima, Jacobaea pseudoarnica, Jacobaea vulgaris. Екстракт цілої рослини Jacobaea cannabifolia використовується як інгредієнт у комерційних косметичних препаратах як зволожувач. Кореневища, листки і стебла Jacobaea cannabifolia вживають у їжу. Молоде листя і стебла Jacobaea pseudoarnica вживають у їжу. Види роду токсичні й мають кумулятивну отруйну дію на печінку. З листя Jacobaea vulgaris виходить хороший зелений барвник, хоча він не дуже стійкий; жовтий барвник отримують з квіток; коричневий і помаранчевий також можна отримати.

## Види
1. Jacobaea abrotanifolia Moench
2. Jacobaea adonidifolia (Loisel.) Pelser & Veldkamp
3. Jacobaea alpina (L.) Moench
4. Jacobaea ambigua (Biv.) Pelser & Veldkamp
5. Jacobaea ambracea (Turcz. ex DC.) B.Nord.
6. Jacobaea analoga (DC.) Veldkamp
7. Jacobaea andrzejowskyi (Tzvelev) B.Nord. & Greuter
8. Jacobaea aquatica (Hill) G.Gaertn., B.Mey. & Scherb.
9. Jacobaea auricula (Bourg. ex Coss.) Pelser
10. Jacobaea boissieri (DC.) Pelser
11. Jacobaea borysthenica (DC.) B.Nord. & Greuter
12. Jacobaea buschiana (Sosn.) B.Nord. & Greuter
13. Jacobaea candida (C.Presl) B.Nord. & Greuter
14. Jacobaea cannabifolia (Less.) E.Wiebe
15. Jacobaea carniolica (Willd.) Schrank
16. Jacobaea chassanica (Barkalov) A.E.Kozhevn.
17. Jacobaea cilicia (Boiss.) B.Nord.
18. Jacobaea delphiniifolia (Vahl) Pelser & Veldkamp
19. Jacobaea disjuncta (Flatscher, Schneew. & Schönsw.) Galasso & Bartolucci
20. Jacobaea echaeta (Y.L.Chen & K.Y.Pan) B.Nord.
21. Jacobaea erratica (Bertol.) Fourr.
22. Jacobaea erucifolia (L.) G.Gaertn., B.Mey. & Scherb.
23. Jacobaea ferganensis (Schischk.) B.Nord. & Greuter
24. Jacobaea gallerandiana (Coss. & Durieu) Pelser
25. Jacobaea gibbosa (Guss.) B.Nord. & Greuter
26. Jacobaea gigantea (Desf.) Pelser
27. Jacobaea gnaphalioides (Spreng.) Veldkamp
28. Jacobaea grandidentata (Ledeb.) Vasjukov
29. Jacobaea incana (L.) Veldkamp
30. Jacobaea inops (Boiss. & Balansa) B.Nord.
31. Jacobaea insubrica (Chenevard) Galasso & Bartolucci
32. Jacobaea korshinskyi (Krasch.) B.Nord.
33. Jacobaea kuanshanensis (C.I Peng & S.W.Chung) S.S.Ying
34. Jacobaea leucophylla (DC.) Pelser
35. Jacobaea litvinovii (Schischk.) Zuev
36. Jacobaea lycopifolia (Desf. ex Poir.) Greuter & B.Nord.
37. Jacobaea maritima (L.) Pelser & Meijden
38. Jacobaea maroccana (P.H.Davis) Pelser
39. Jacobaea minuta (Cav.) Pelser & Veldkamp
40. Jacobaea mollis (Willd.) B.Nord.
41. Jacobaea morrisonensis (Hayata) S.S.Ying
42. Jacobaea mouterdei (Arènes) Greuter & B.Nord.
43. Jacobaea multibracteolata (C.Jeffrey & Y.L.Chen) B.Nord.
44. Jacobaea norica (Flatscher, Schneew. & Schönsw.) Galasso & Bartolucci
45. Jacobaea nudicaulis (Buch.-Ham. ex D.Don) B.Nord.
46. Jacobaea ornata (Druce) Greuter & B.Nord.
47. Jacobaea othonnae (M.Bieb.) C.A.Mey.
48. Jacobaea paludosa (L.) G.Gaertn., B.Mey. & Scherb.
49. Jacobaea pancicii (Degen) Vladimir. & Raab-Straube
50. Jacobaea persoonii (De Not.) Pelser
51. Jacobaea pseudoarnica (Less.) Zuev
52. Jacobaea racemosa (M.Bieb.) Pelser
53. Jacobaea raphanifolia (Wall. ex DC.) B.Nord.
54. Jacobaea renardii (C.Winkl.) B.Nord.
55. Jacobaea sandrasica (P.H.Davis) B.Nord. & Greuter
56. Jacobaea schischkiniana (Sofieva) B.Nord. & Greuter
57. Jacobaea subalpina (W.D.J.Koch) Pelser & Veldkamp
58. Jacobaea tarokoensis (C.I Peng) S.S.Ying
59. Jacobaea taurica (Konechn.) Mosyakin & Yena
60. Jacobaea thuretii (Briq. & Cavill.) B.Bock
61. Jacobaea tibetica (Hook.f.) B.Nord.
62. Jacobaea trapezuntina (Boiss.) B.Nord.
63. Jacobaea uniflora (All.) Veldkamp
64. Jacobaea vulgaris Gaertn.